# 11 mai 1981
Le lundi 11 mai 1981 est le 131e jour de l'année 1981 du calendrier grégorien. Il est précédé par le dimanche 10 mai 1981 et suivi par le mardi 12 mai 1981.
Il est notamment marqué, dans le domaine de la musique, par la mort de Bob Marley. 

## Politique et économie
En France, il s'agit du premier jour de François Mitterrand en tant que vainqueur de l'élection présidentielle, et par conséquent de l'arrivée de la gauche au pouvoir. Cela entraîne une panique financière à la bourse de Paris, où les cotations doivent être suspendues. Le franc français s'effondre et atteint son cours plancher par rapport au deutschemark. Un attentat à la bombe est commis dans le TGV par un groupe se réclamant de Jacques Mesrine.
Le secrétaire général de la Ligue arabe, Chedli Klibi, entame un voyage de quatre jours en République démocratique allemande.

## Naissances
- Barcella, chanteur français
- Lauren Jackson, joueuse australienne de basket
- Adam Hansen coureur cycliste australien
- Daisuke Matsui, footballeur japonais
- Olumide Oyedeji, joueur de basket nigérian
- Marc Hecker, politologue français.

## Décès
- Odd Hassel, chimiste norvégien
- Salvatore Inzerillo, membre de la mafia sicilienne
- Bob Marley, chanteur et musicien jamaïcain

## Arts et culture
- Parution du single All Those Years Ago et de l'album Somewhere in England de George Harrison
- Création de la Société civile des auteurs multimédia
- Première de la comédie musicale Cats, à Londres
- Début du tournage du film Poltergeist

## Autres
Les archives de Google Groupes sont accessibles à partir de celles du 11 mai 1981.

## Documents
Journal de 20 h du 11 mai 1981 d'Antenne 2.